# Naturally (Selena Gomez & the Scene)
Naturally is een lied uitgevoerd door de Amerikaanse band Selena Gomez & the Scene van hun debuutalbum, Kiss & Tell. Het nummer is de tweede single van het album. Dit lied zorgde voor de doorbraak van de band in de V.S. en in Europa. Het werd geproduceerd door Antonina Armato en Tim James, die het lied schreven met Devrim Karaoglu. Naturally is een uptempo popsong die zich baseert op electropop- en dance-pop-genres. De songtekst spreekt van een relatie waarin gevoelens niet worden gedwongen en de hoofdpersoon zingt van hun geluk.
Naturally kreeg positieve recensies, met aanvulling van critici op het electro- en clubgevoel. Het nummer bereikte de top tien in het Verenigd Koninkrijk, Slowakije, Hongarije en Ierland, en piekte in de top twintig in meerdere andere landen. De song bereikte nummer 29 in de Billboard Hot 100, nummer 12 op de Pop Songs chart, en het stond boven aan de Hot Dance Club Play chart. Het werd later gecertificeerd platina in de Verenigde Staten door de RIAA en in Canada door de CRIA. De muziekvideo die het lied begeleid  ziet Gomez in verschillende sportieve outfits en stijlen voor een achtergrond. Gomez & the Scene voerden het lied verschillende keren uit met inbegrip van Rockin New Year Dick Clarks Eva met Ryan Seacrest onder andere televisie-evenementen en liveoptredens. Het lied was gerangschikt op nummer 84 op de lijst van Top 100 Pop Songs of 2010 van About.com.

## Hitnotering
| "Naturally" in de Vlaamse Ultratop 50 - Binnen: 10-04-2010 | "Naturally" in de Vlaamse Ultratop 50 - Binnen: 10-04-2010 | "Naturally" in de Vlaamse Ultratop 50 - Binnen: 10-04-2010 | "Naturally" in de Vlaamse Ultratop 50 - Binnen: 10-04-2010 | "Naturally" in de Vlaamse Ultratop 50 - Binnen: 10-04-2010 | "Naturally" in de Vlaamse Ultratop 50 - Binnen: 10-04-2010 | "Naturally" in de Vlaamse Ultratop 50 - Binnen: 10-04-2010 | "Naturally" in de Vlaamse Ultratop 50 - Binnen: 10-04-2010 | "Naturally" in de Vlaamse Ultratop 50 - Binnen: 10-04-2010 | "Naturally" in de Vlaamse Ultratop 50 - Binnen: 10-04-2010 | "Naturally" in de Vlaamse Ultratop 50 - Binnen: 10-04-2010 | "Naturally" in de Vlaamse Ultratop 50 - Binnen: 10-04-2010 | "Naturally" in de Vlaamse Ultratop 50 - Binnen: 10-04-2010 | "Naturally" in de Vlaamse Ultratop 50 - Binnen: 10-04-2010 | "Naturally" in de Vlaamse Ultratop 50 - Binnen: 10-04-2010 | "Naturally" in de Vlaamse Ultratop 50 - Binnen: 10-04-2010 | "Naturally" in de Vlaamse Ultratop 50 - Binnen: 10-04-2010 | "Naturally" in de Vlaamse Ultratop 50 - Binnen: 10-04-2010 | "Naturally" in de Vlaamse Ultratop 50 - Binnen: 10-04-2010 |
| Week                                                       | 1                                                          | 2                                                          | 3                                                          | 4                                                          | 5                                                          | 6                                                          | 7                                                          | 8                                                          | 9                                                          | 10                                                         | 11                                                         | 12                                                         | 13                                                         | 14                                                         | 15                                                         | 16                                                         | 17                                                         |                                                            |
| ---------------------------------------------------------- | ---------------------------------------------------------- | ---------------------------------------------------------- | ---------------------------------------------------------- | ---------------------------------------------------------- | ---------------------------------------------------------- | ---------------------------------------------------------- | ---------------------------------------------------------- | ---------------------------------------------------------- | ---------------------------------------------------------- | ---------------------------------------------------------- | ---------------------------------------------------------- | ---------------------------------------------------------- | ---------------------------------------------------------- | ---------------------------------------------------------- | ---------------------------------------------------------- | ---------------------------------------------------------- | ---------------------------------------------------------- | ---------------------------------------------------------- |
| Nummer                                                     | 44                                                         | 17                                                         | 14                                                         | 15                                                         | 10                                                         | 7                                                          | 7                                                          | 17                                                         | 14                                                         | 15                                                         | 22                                                         | 28                                                         | 33                                                         | 29                                                         | 37                                                         | 42                                                         | 49                                                         | uit                                                        |